# Gustav von Bartenwerffer
Gustav von Bartenwerffer (10 juin 1872- 8 janvier 1947) est un général allemand, actif durant la Seconde Guerre mondiale. Député au Reichstag en 1928, il sera réélu en 1932 et 1933.

## Biographie
Gustav von Bartenwerffer naît le 10 juin 1872 à Nancy, en Lorraine. Après des études à Metz, Königsberg et Oldenbourg, Bartenwerffer s'engage dans la Deutsches Heer en 1890. Il est versé dans le 91e régiment d'infanterie (de), un régiment d'infanterie de l'armée impériale. Fähnrich en avril 1891, il est promu Sekondeleutnant en novembre 1891,  puis Oberleutnant en juin 1900. Bartenwerffer reste dans son régiment d'affectation jusqu'en 1906. Brillant officier, il est envoyé à l'académie militaire, où il est promu Hauptmann, capitaine. Après un stage à l'état-major général, il est promu Major, commandant, à l'état-major de son corps d'armée, en octobre 1912.

## Première Guerre mondiale
Le commandant Gustav von Bartenwerffer participe activement à la Première Guerre mondiale. Affecté à l'état-major général en décembre 1916, il est promu Oberstleutnant, lieutenant-colonel, en janvier 1918. En décembre 1918, il est affecté à Berlin, où il sert à l'état-major jusqu'en novembre 1919.

## Entre-deux-guerres
Après guerre, Gustav von Bartenwerffer quitte l'armée en novembre 1919. Élu local en Saxe-Anhalt depuis 1925, il se présente aux élections législatives de 1928 pour représenter la circonscription de Magdebourg. Il est alors élu député au Reichstag. Bartenwerffer représente le Deutschnationale Volkspartei, le « Parti national du peuple allemand ». Il sera réélu en 1932 et 1933.

## Seconde Guerre mondiale
Placé à la disposition de l'armée en août 1939, Gustav von Bartenwerffer est nommé provisoirement chef du secteur Nord-Ouest de la France, de juin 1940 à juillet 1941. En tant que Generalmajor, il est ensuite nommé commandant de la Feldkommandantur 758, à Saint-Cloud. Bartenwerffer est ensuite placé dans la Führerreserve, en septembre 1942. Compte tenu de son âge, il est retiré des cadres d'active, le 31 octobre 1942.
Gustav von Bartenwerffer s'éteignit après guerre à Berlin, le 8 janvier 1947.

## Publications[4]
- Wollenberg, Adalbert von ; Bartenwerffer, Gustav von ; Fleck, Paul : Der deutsche Landkrieg / T. 1. Vom Kriegsbeginn bis zum Frühjahr 1915, 1921-25
- Dommes, Wilhelm von ; Hosse, Karl ; Bartenwerffer, Gustav von: Der deutsche Landkrieg / T. 2. Vom Frühjahr 1915 bis zum Winter 1916/1917, 1923.

## Sources
- (de) Generale der Reichswehr und Wehrmacht mit B sur lexikon-der-wehrmacht.de